# Lac Böön Tsagaan
Pour les articles homonymes, voir Tsagaannuur (homonymie).
Le lac Böön Tsagaan (mongol : ᠪᠥᠭᠡᠨ
ᠴᠠᠭᠠᠨᠨᠠᠭᠤᠷ
ᠨᠠᠭᠤᠷ, cyrillique : Бөөн цагаан нуур, MNS : Böön tsagaan nuur, littéralement, lac blanc böön}) est un lac salé situé en Mongolie. Il fait partie d'un site Ramsar appelé Vallée des lacs (en), situé dans l'aïmag de Bayankhongor.